# Juan Muñoz Chaves
Juan Muñoz Chaves (Bienvenida, 1855-Cáceres, 1917) fue un jurista y político español, diputado y senador en las Cortes de la Restauración.

## Biografía
Nació el 8 de julio de 1855 en la localidad pacense de Bienvenida. Hermano de Joaquín Muñoz Chaves, ingresó en el Colegio de Abogados en 1877, del que fue decano. El bufete de los hermanos y de su tío Joaquín Muñoz Bueno fue el más importante de la región.
De inclinación liberal, fue presidente de la Cámara Agrícola de Cáceres y de la Diputación Provincial de Cáceres, así como diputado a Cortes por el distrito cacereño de Hoyos y senador del reino por la provincia de Granada primero y por la de Cáceres después. En las legislaturas de 1907 a 1909 habría llevado el peso en el Congreso de los Diputados del proyecto de Administración Local presentado en las Cortes por el Gobierno de Maura. Fue jefe superior de Administración Civil, así como director general de Administración local desde el 1 de noviembre de 1909, nombrado por Segismundo Moret. En 1915 también discutió en el Senado el proyecto de ley del Secretariado judicial, del que habría hecho patentes sus deficiencias. Muñoz Chaves, que mantuvo amistad con Mario Roso de Luna, falleció el 23 de marzo de 1917 en Cáceres y fue enterrado en el cementerio de dicha ciudad.